# Gavá
Gavá (oficialmente en catalán: Gavà) es un municipio español de la provincia de Barcelona, en la comunidad autónoma de Cataluña. Ubicado entre el macizo del Garraf y el delta del Llobregat, pertenece a la comarca del Bajo Llobregat y cuenta con una población de 48 007 habitantes (INE 2024).

## Geografía

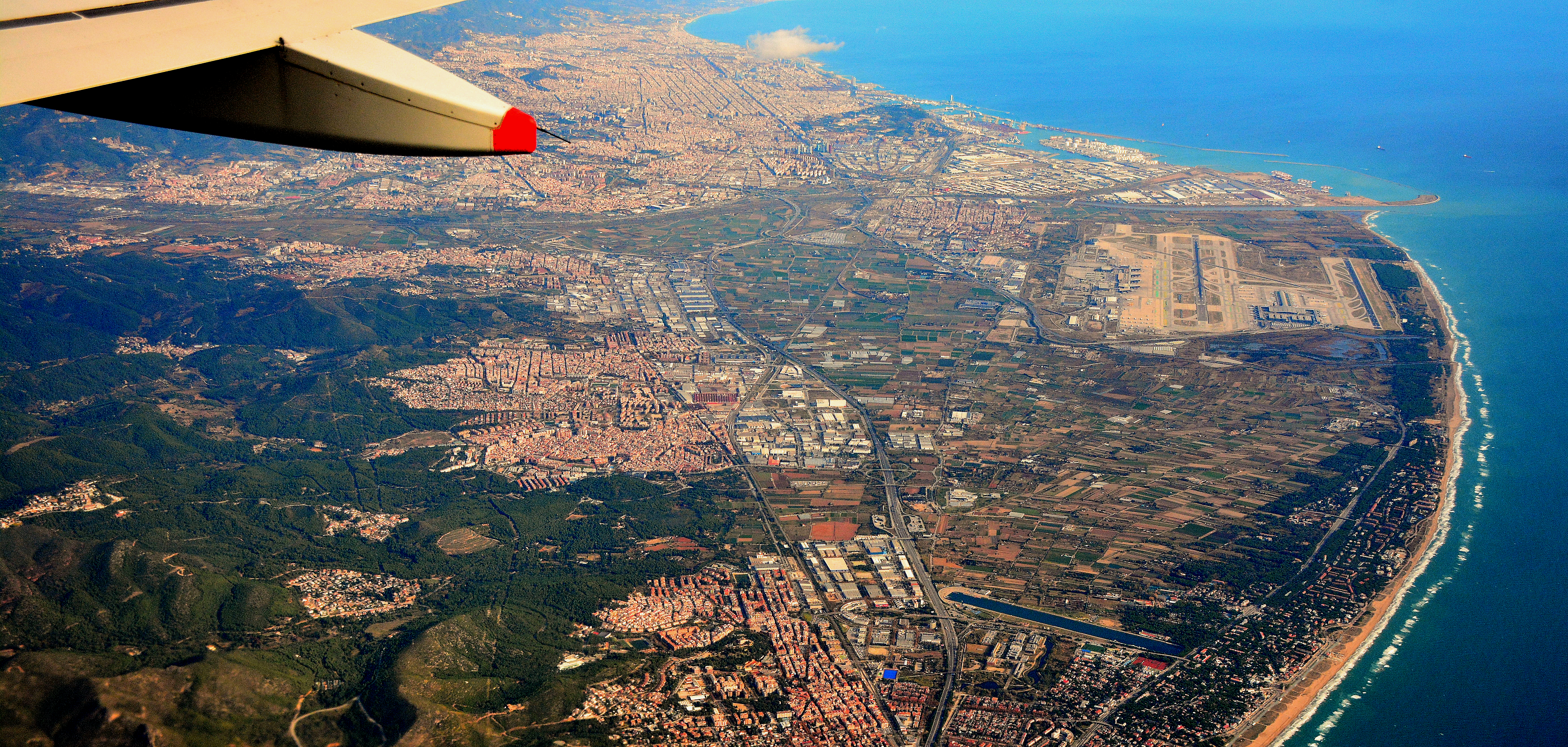
Vista de la zona, con la ciudad de Barcelona al fondo, el aeropuerto del Prat a la derecha de la imagen y, en primer plano, otros municipios y localidades del área metropolitana de Barcelona, con el núcleo de Gavá junto al de Viladecans, ambos en la parte central de la imagen

Gavá está situada a 25,57 km por carretera de Barcelona y a 14 km del aeropuerto de El Prat. Ocupa un territorio de 30,76 km².
Las condiciones meteorológicas de la playa de Gavá, con más de 3500 horas de sol al año[cita requerida], hacen que cada verano más de dos millones de bañistas visiten su zona marítima.
El término municipal, con una superficie de 30,76 km², limita con los de San Clemente, Viladecans, Castelldefels, Sitges y Begas.

### Accesos
A esta ciudad se puede llegar a través de la autopista C-32 (anteriormente llamada A-16), la carretera comarcal C-245 o la C-31 (autovía de Castelldefels). Cuenta con una estación de tren (RENFE), de la línea 2 de cercanías y servicios de autobuses que enlazan con Barcelona (L97, X83, L80, L81, L82, L85), con San Baudilio de Llobregat (L96), con el aeropuerto del Prat (L99) y pasan por otras localidades vecinas como Viladecans, San Baudilio de Llobregat, El Prat de Llobregat, Hospitalet de Llobregat, Begas y Castelldefels.

## Historia

### Prehistoria
Los primeros pobladores del término municipal de Gavá de los que se tiene constancia, vivieron en la zona de Can Tintorer hace 6000 años, en la época neolítica. Sin embargo, varios vestigios arqueológicos testimonian una ocupación desde la prehistoria.
Del neolítico, fase de la prehistoria en la que el ser humano descubre los medios para controlar y desarrollar sus propias fuentes de subsistencia, datan las minas prehistóricas de Gavá-Can Tintorer que constituyen el conjunto minero con galerías más antiguo de Europa. Se comenzaron a excavar hace aproximadamente 6000 años y su explotación se prolongó más de 1000 años. El único objetivo de esta enorme explotación minera era la extracción de un mineral de color verde, la variscita, que se usaba con la finalidad de confeccionar joyas.

### Edad Antigua
El territorio del término municipal de Gavá ha estado explotado también por los íberos que residían en poblados como el Turó del Calamot, muy cerca del núcleo urbano actual. La llegada de la dominación romana altera esta situación, de manera que gradualmente la población pasa a residir principalmente alrededor de las villas como la de Can Valls del Racó o la de Sant Pere de Gavà, que estaba ubicada en el centro histórico del actual municipio. La intensa actividad comercial se refleja en testimonios como los barcos hundidos en Les Sorres de Gavà, un lugar que hace dos mil años era un importante fondeadero. En el Museo de Gavá se pueden ver diversos objetos encontrados en este yacimiento como ánforas, mármoles, metales así como un casco y una reproducción de un casco etrusco del siglo V a. C.

### Edad Media

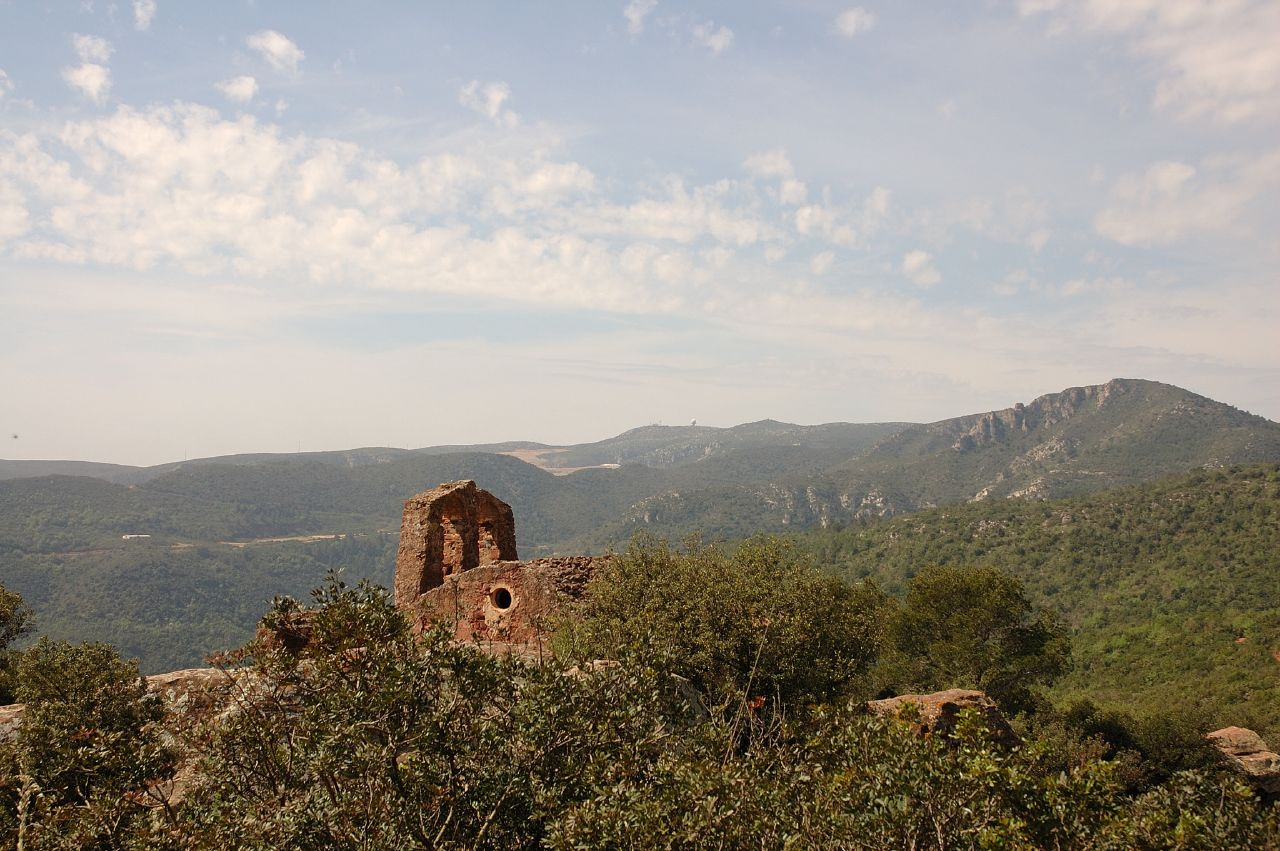
Ermita del castillo de Eramprunyá

Finalizado el dominio romano y después de la dominación de los visigodos, el territorio fue frontera entre Al-Ándalus y el Imperio franco. El nombre de Gavá aparece por primera vez en un documento del año 1002. Durante la Edad Media asistimos al nacimiento de las estructuras feudales, que perduraron hasta la Edad Moderna. El territorio se organiza a partir del término municipal de Eramprunyà, presidido por el castillo del mismo nombre, de cuya existencia se tiene constancia desde el siglo X. El castillo de Eramprunyá dominaba un vasto territorio integrado por los actuales términos municipales de Gavá, Castelldefels, Viladecans, San Clemente de Llobregat, San Baudilio de Llobregat y Begas. Propiedad de la familia condal, en el siglo XIV, el término de Eramprunyà pasó a manos de los March, familia de caballeros y poetas y señores del castillo hasta el siglo XVI, época en la que el castillo ya estaba en decadencia.

### Edad Moderna
A partir de la segunda mitad del siglo XVIII, y con una economía basada en la agricultura, Gavá tuvo un crecimiento demográfico y económico fruto de la desecación de las tierras del delta para convertirlas en tierras de cultivo. Lentamente se consolida el núcleo de población de Gavá alrededor de la parroquia de Sant Pere, que estaba ubicada en el mismo solar que el actual. La estructura de calles han sobrevivido en gran medida y han quedado testimonios de esa época como Can Lluc, actual sede del Museo, la Casa Gran o la Rectoría. En la zona de montaña del término municipal existía un población dispersa en masías, muchas de las cuales todavía se conservan.

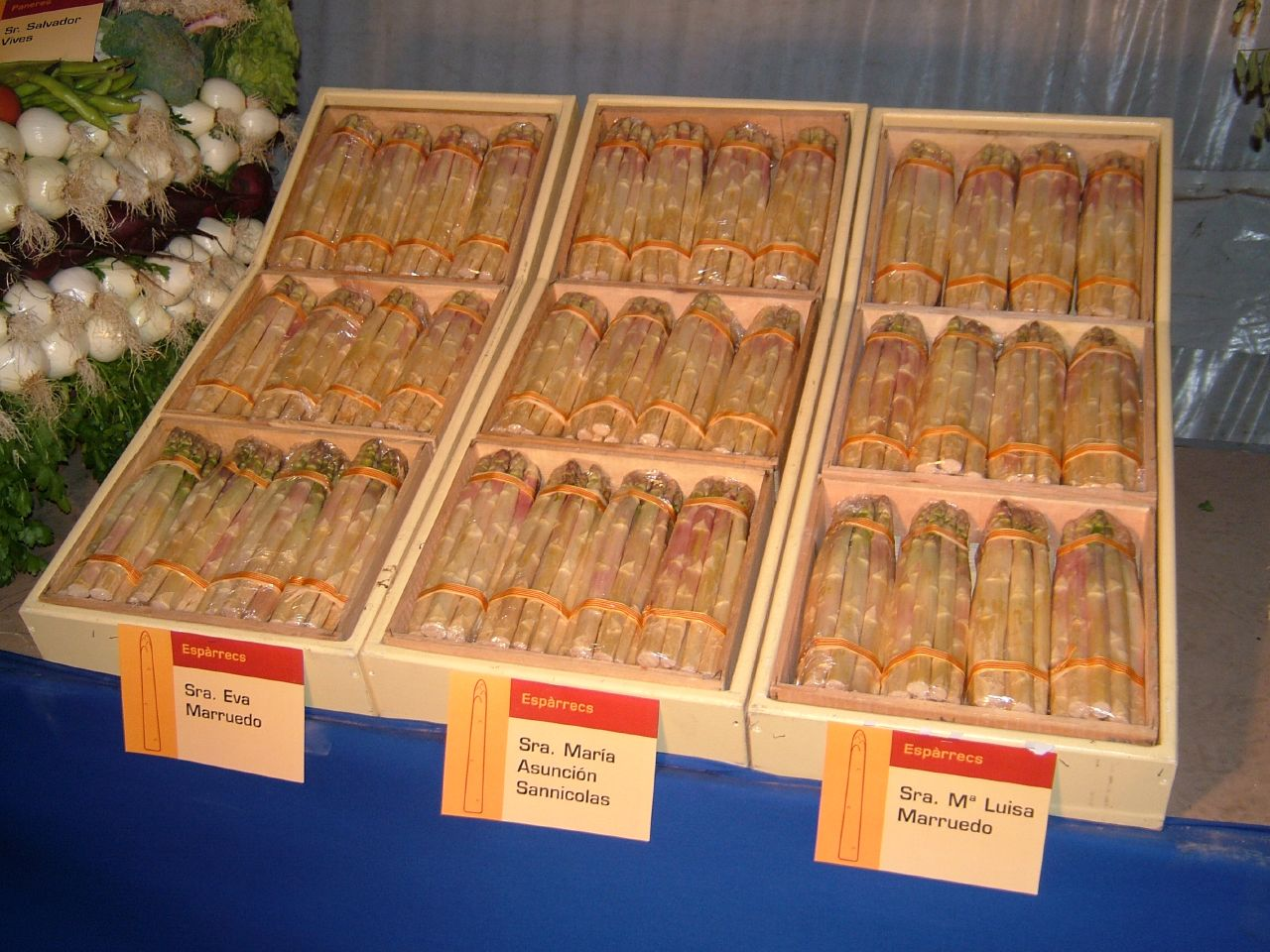
Feria del espárrago 2005

El cultivo del espárrago, producto emblemático que ha dado nombre a la Feria de Espárragos de proyección nacional, de la viña, cereales y frutales y la ganadería de cabras y ovejas en la zona de montaña y en las tierras más llanas, fue durante siglos las actividades principales. Esta situación empieza a cambiar en los inicios del siglo XX, ligado al desarrollo de Barcelona y la llegada del ferrocarril a finales del siglo XIX, la economía gavanense empieza a sustentarse en la industria, actividad económica principal en la actualidad junto con el sector servicios. El comercio es uno de los sectores más dinámicos y en los últimos años ha experimentado un importante crecimiento y se ha convertido en un verdadero dinamizador de la vida ciudadana.
Las transformaciones económicas y sociales que se iniciaron en los primeros años del siglo XX empiezan a dibujar el núcleo urbano tal y como lo conocemos en la actualidad. Aparecen las primeras industrias (La Electra del Llobregat, Compañía Roca Radiadors, Serra i Balet, Sociedad General de Hules...) y los primeros equipamientos privados y públicos de importancia, como el parque del American Lake o el colegio Salvador Lluch. Se experimenta el primer y más notable crecimiento demográfico, que se traducirá en la construcción de nuevos barrios y en la aparición de servicios modernos, como los transportes y el alumbrado público, las primeras escuelas, el cine, el teléfono o los mercados municipales.
Con el restablecimiento de la democracia se activa la recuperación del territorio para el uso ciudadano, se construyen los grandes equipamientos públicos, las infraestructuras básicas, se moderniza la red de comunicaciones, se inauguran nuevos espacios para el ocio, crece el asociacionismo, el número de actividades y propuestas ciudadanas y se recuperan las tradiciones autóctonas. Actualmente la actividad principal de sus habitantes es la industria, el comercio y el sector servicios.

## Economía
Su economía principal es la de servicios, seguida de la industria. Todavía mantiene actividad agrícola en la zona denominada de Les Sorres, que se refleja cada año en la Feria del Espárrago de Gavá, producto de la tierra de gran calidad.

## Administración y política

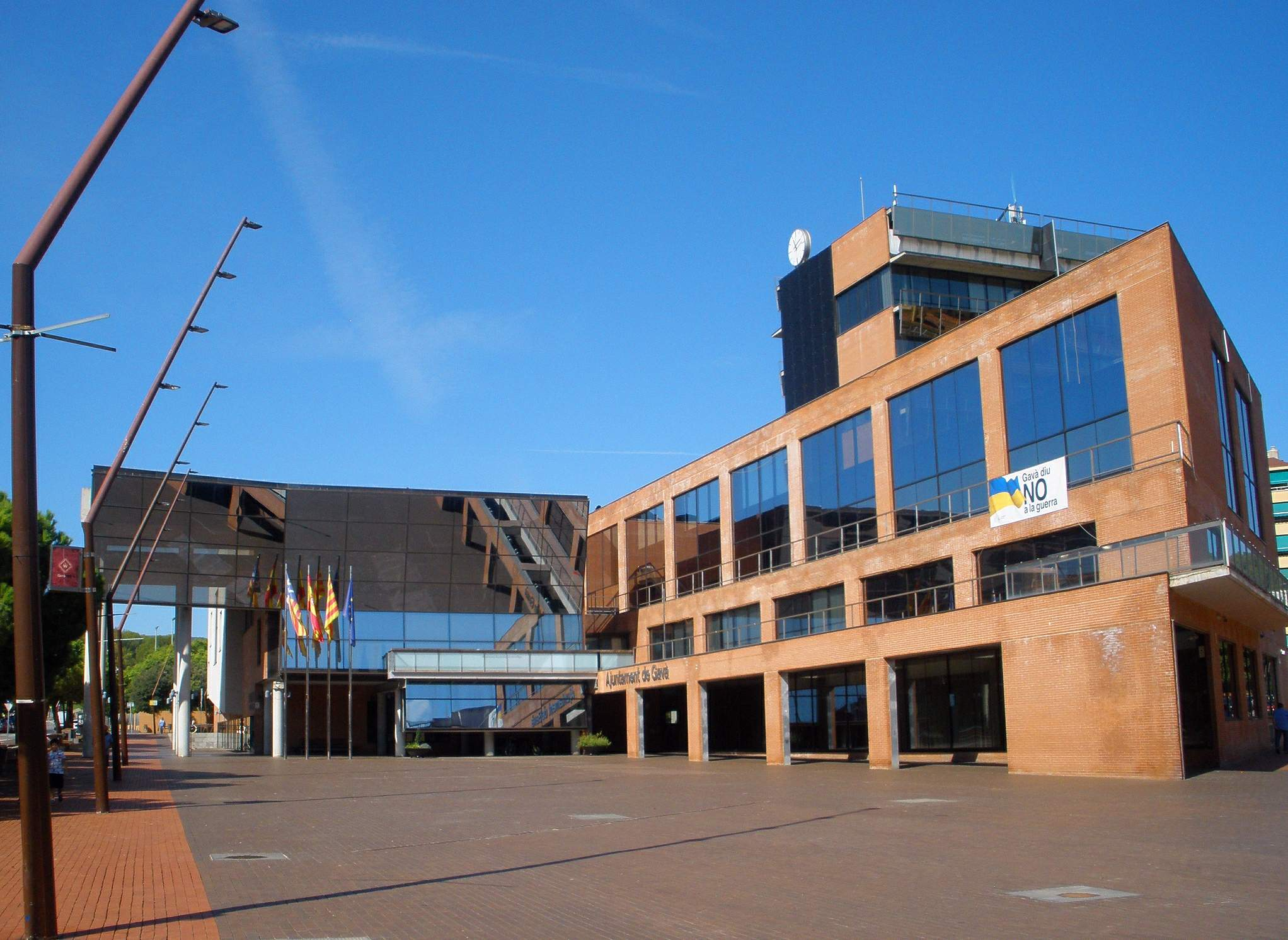
Ayuntamiento de Gavá

| Periodo   | Nombre                  | Partido | Partido                                    |
| --------- | ----------------------- | ------- | ------------------------------------------ |
| 1979-1985 | Antonio Rodríguez Aznar |         | Partit dels Socialistes de Catalunya (PSC) |
| 1985-2005 | Dídac Pestaña Rodríguez |         | Partit dels Socialistes de Catalunya (PSC) |
| 2005-2014 | Joaquim Balsera         |         | Partit dels Socialistes de Catalunya (PSC) |
| 2014-2021 | Raquel Sánchez Jiménez  |         | Partit dels Socialistes de Catalunya (PSC) |
| 2021-act. | Gemma Badia             |         | Partit dels Socialistes de Catalunya (PSC) |

| Partido político                                         | 2023  | 2023  | 2023       | 2019  | 2019  | 2019       | 2015  | 2015  | 2015       | 2011  | 2011  | 2011       | 2007  | 2007  | 2007       |
| Partido político                                         | %     | Votos | Concejales | %     | Votos | Concejales | %     | Votos | Concejales | %     | Votos | Concejales | %     | Votos | Concejales |
| Partit dels Socialistes de Catalunya (PSC)               | 40,06 | 6657  | 10         | 42,06 | 8726  | 11         | 30,65 | 5637  | 8          | 35,13 | 5740  | 9          | 48,69 | 7544  | 12         |
| Esquerra Republicana de Catalunya (ERC)                  | 15,84 | 2632  | 3          | 17,39 | 3608  | 4          | 12,14 | 2232  | 3          | 7,50  | 1226  | 2          | 10,21 | 1582  | 2          |
| Partit Popular de Catalunya (PP)                         | 13,27 | 2205  | 3          | 5,15  | 1069  | 1          | 8,26  | 1519  | 2          | 18,68 | 3053  | 4          | 14,12 | 2187  | 3          |
| En Comú Podem (ECP)-Iniciativa per Catalunya Verds (ICV) | 8,22  | 1367  | 2          | 3,07  | 638   | 0          | 10,01 | 1840  | 2          | 8,23  | 1345  | 2          | 10,11 | 1567  | 2          |
| Vox                                                      | 8,02  | 1334  | 2          | 2,61  | 543   | 0          | —     | —     | —          | —     | —     | —          | —     | —     | —          |
| Junts per Catalunya (JxC)-Convergència i Unió (CiU)      | 6,86  | 1140  | 1          | 5,89  | 1222  | 1          | 6,93  | 1275  | 2          | 13,97 | 2283  | 3          | 7,34  | 1138  | 1          |
| Ciutadans (CS)                                           | 3,14  | 522   | 0          | 11,39 | 2363  | 2          | 14,65 | 2695  | 4          | 5,36  | 876   | 1          | 5,54  | 858   | 1          |
| Podem                                                    | —     | —     | —          | 7,65  | 1589  | 2          | —     | —     | —          | —     | —     | —          | —     | —     | —          |
| Candidatura d'Unitat Popular (CUP)                       | —     | —     | —          | 2,31  | 481   | 0          | 4,47  | 822   | 0          | —     | —     | —          | —     | —     | —          |

| Partido político | Europeas 1999 | Parlament 1999 | Congreso 2000 | Parlament 2003 | Congreso 2004 | Europeas 2004 | Parlament 2006 | Congreso 2008 | Europeas 2009 | Parlament 2010 | Congreso 2011 | Parlament 2012 |
| ---------------- | ------------- | -------------- | ------------- | -------------- | ------------- | ------------- | -------------- | ------------- | ------------- | -------------- | ------------- | -------------- |
| PSC              | 52,47 %       | 51,71 %        | 45,93 %       | 43,33 %        | 51,33 %       | 54,97 %       | 35,57 %        | 53,45 %       | 47,34 %       | 23,61 %        | 32,19 %       | 20,40 %        |
| PP               | 18,00 %       | 10,73 %        | 24,65 %       | 14,08 %        | 17,29 %       | 20,21 %       | 12,77 %        | 19,43 %       | 21,31 %       | 15,21 %        | 25,15 %       | 15,24 %        |
| ICV-EUiA         | 7,57 %        | 4,68 %         | 6,23 %        | 7,33 %         | 5,69 %        | 5,70 %        | 8,24 %         | 3,99 %        | 4,40 %        | 6,92 %         | 8,23 %        | 10,42 %        |
| CIU              | 15,69 %       | 26,92 %        | 17,68 %       | 22,23 %        | 13,88 %       | 10,06 %       | 24,75 %        | 13,80 %       | 13,93 %       | 32,39 %        | 20,78 %       | 20,51 %        |
| ERC              | 3,32 %        | 4,69 %         | 2,67 %        | 10,41 %        | 8,89 %        | 6,48 %        | 9,06 %         | 4,44 %        | 4,98 %        | 4,69 %         | 4,25 %        | 9,15 %         |
| CS               |               |                |               |                |               |               | 4,95 %         | 1,52 %        | 1,11 %        | 6,32 %         |               | 13,79 %        |
| Otros            | 2,95 %        | 1,27 %         | 2,84 %        | 2,62 %         | 2,92 %        | 2,58 %        | 4,66 %         | 3,37 %        | 6,93 %        | 10,86 %        | 9,40 %        | 10,49 %        |

## Demografía
Gavá cuenta con una población de 48 007 habitantes (INE 2024).
| Gráfica de evolución demográfica de Gavá entre 1842 y 2021 |
| |
| Población de derecho según los censos de población del INE. Población de hecho según los censos de población del INE.En estos censos se denominaba Gabá: 1857 y 1860. |

- Gráfico demográfico de Gavá entre 1717 y 2020

### Urbanismo

#### Casco urbano
En el casco urbano de Gavá, cabe destacar las minas prehistóricas de Gavá-Can Tintorer, de 5500 años de antigüedad. Edificios como la Torre Lluch (siglo XVIII), hoy Museo de la ciudad, con el Jardín Botánico del Museo de Gavá, o la Casa Gran (siglo XVII), que es un equipamiento para jóvenes, están enclavados en el centro histórico, parte del cual dispone de una zona peatonal (l'Illa de Vianants), conjunto de calles de gran dinamismo comercial y encuentro. También destaca su Rambla, de finales del siglo XIX y el Parque Municipal de la Torre Lluch. Aparte de los barrios del casco urbano (como el popular barrio de Colomeres), en Gavá existen los barrios de Gavá Mar, Ausiàs March, Can Tries, la Sentiu, Ca n'Espinòs, Can Tintorer, Mas Bruguers, Les Bòbiles, Àngela Roca, La Barceloneta y Diagonal-Balmes.

#### Zona litoral y parque agrario

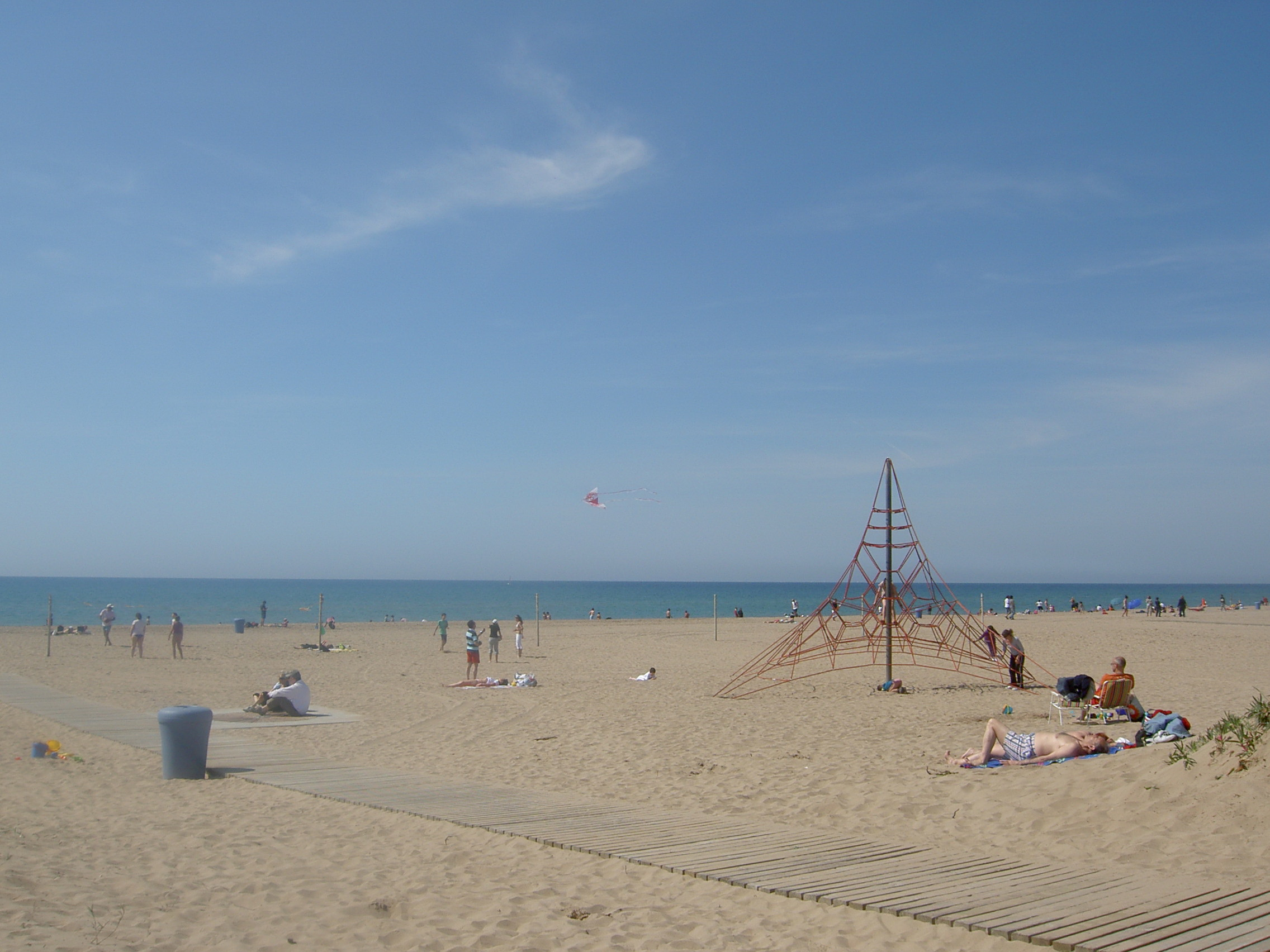
Playa de Gavá Mar

Los cuatro kilómetros del litoral marítimo y sus aproximadamente 3500 horas de sol al año son uno de sus principales atractivos turísticos del término municipal. La zona litoral también dispone de una pineda de 400 metros de ancho que llega hasta la primera línea de mar. En la zona litoral se ubica el barrio de Gavá Mar. Entre el litoral y el casco urbano están los campos de regadío, enclavados en la zona del municipio perteneciente al delta del Llobregat.

#### Zona de montaña
Gavá también disfruta de una importante zona de montaña, en concreto, una tercera parte del municipio pertenece al parque natural de Garraf. La zona de Bruguers, a 3 kilómetros del casco urbano y a 254 metros de altitud, donde se encuentran la ermita de la Mare de Déu, originaria del siglo XII, y las ruinas del castillo de Eramprunyà, documentado ya en el siglo X, así como restaurantes de montaña. En la zona de montaña destaca la Sentiu, barrio y paraje singular con caminos forestales muy atractivos, masías y una zona de ocio que cuenta con restaurante.

### Transporte

#### Ferrocarril
- Estación de Gavá: Línea R2 de Rodalies (RENFE) que une Sant Vicenç de Calders con Massanes

#### Bus (Avanza AdO)
2 

## Cultura

### Monumentos y lugares de interés

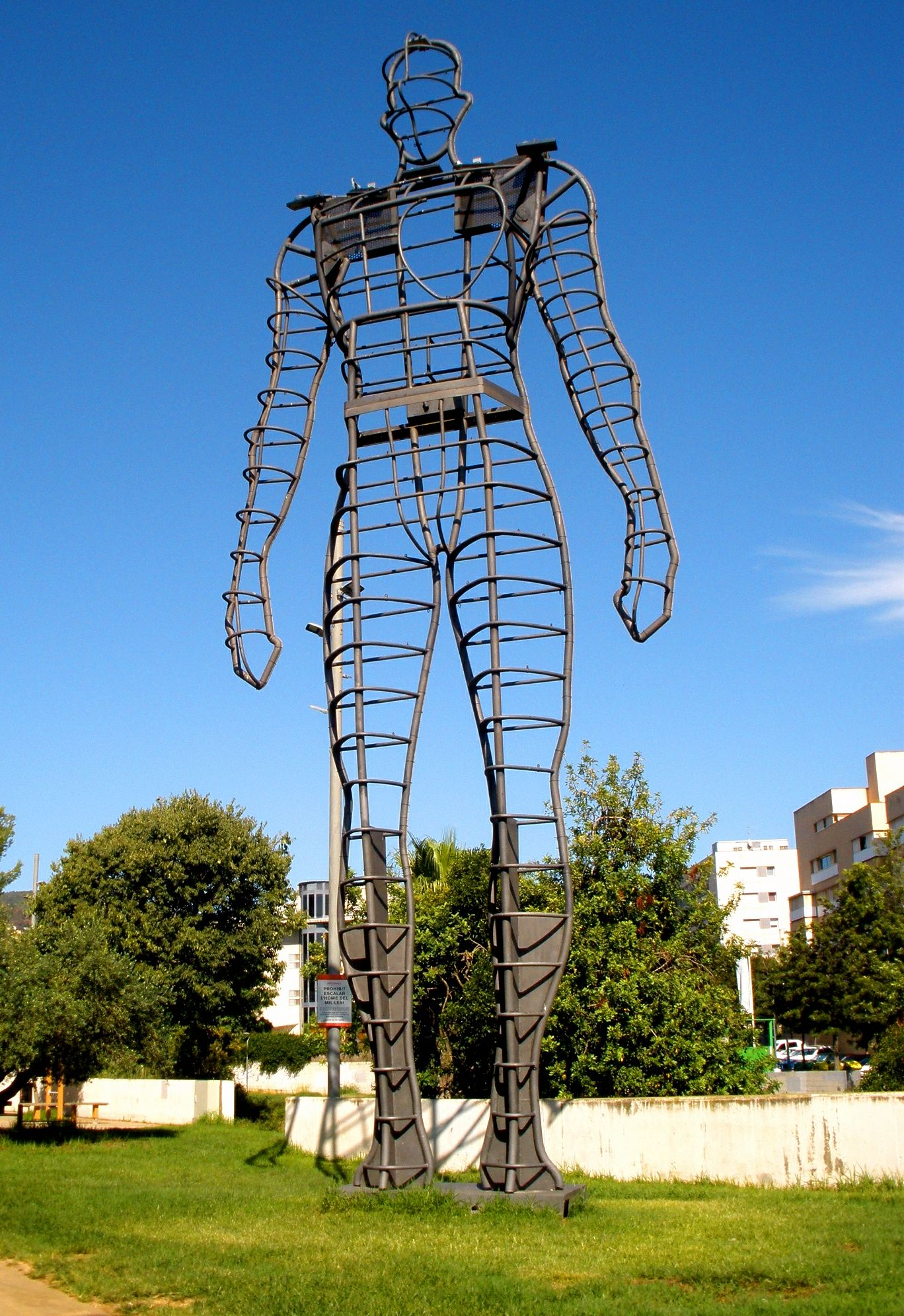
Hombre del Milenio, escultura en el parque del Milenio

La visita a las ruinas del castillo de Eramprunyá y a la ermita de San Miguel, com amplias vistas del delta del Llobregat y parte del Garraf, constituye un testimonio único del pasado medieval del municipio. Una visita que se puede combinar con la de la ermita de Bruguers, situada al pie del montículo que preside el antiguo castillo medieval.
- Escuelas e institutos públicos de Gavá: Escuela Marcel·lí Moragas, Escuela Jacme March, Escuela Eramprunyá, Escuela Joan Salamero, Escuela Salvador Lluch, Escuela-Instituto Gavà Mar, Instituto Bruguers, Instituto Calamot y Escuela de Adultos de Gavá.
- Escuelas e institutos concertados de Gavá: Sagrada Familia Gavá, Escuela e instituto Santo Ángel, Escuela e instituto San Pedro, Escuela e instituto Sagrado Corazón, Escuela e instituto Immaculada Concepción y CEFP Núria.

### Fiestas
- Fiesta Mayor de verano - Por San Pedro el 29 de junio. Tiene una duración de cinco días.
- Fiesta Mayor de invierno - Por San Nicasio el 14 de diciembre.
- Fiesta de San José - Las fallas marzo-abril.
- Feria de los Espárragos - Del 30 de abril al 1 de mayo. Es un concurso donde los payeses realizan obras utilizando diferentes tipos de verduras, ya sean cuadros o figuras.

### Asociaciones y centros culturales
- Club de Futbol Gavà
- Jardín Botánico del Museo de Gavá
- Futbol Club Sporting Gavà
- Futbol Sala Gavà
- Club Sala Tr3s Gavà
- Club Esportiu CCR

## Ciudades hermanadas
- Olocau (España)
- Cintruénigo (España)
- Gleibat el Fula (Sahara Occidental)[cita requerida]